# 22692 Carfrekahl
22692 Carfrekahl è un asteroide della fascia principale. Scoperto nel 1998, presenta un'orbita caratterizzata da un semiasse maggiore pari a 3,3726796 UA e da un'eccentricità di 0,1713421, inclinata di 16,55027° rispetto all'eclittica.